# Juscelino Kubitschek de Oliveira

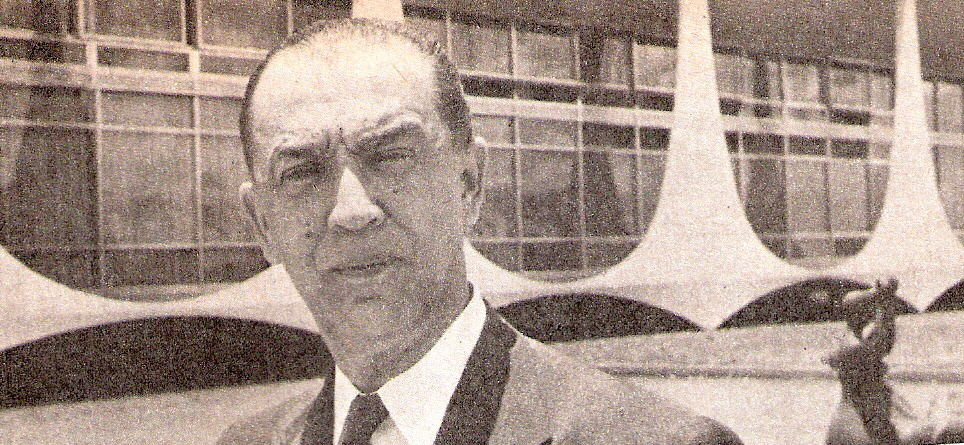
Juscelino Kubitschek de Oliveira

Juscelino Kubitschek de Oliveira (12. září 1902, Diamantina, Minas Gerais – 22. srpna 1976), známý též pod zkratkou JK, byl prominentní brazilský politik a v letech 1956–1961 brazilský prezident.

## Život
Jeho otec, João César de Oliveira (1872–1905, zemřel v Juscelinových dvou letech) byl obchodním zástupcem. Příjmení Kubitschek získal od své matky Julie Kubitschek (1873–1973), provdané de Oliveira, učitelky. Její děd Jan Kubíček na počátku 19. století (někdy před rokem 1830) emigroval do Brazílie z panství Třeboň v jižních Čechách. V roce 1835 v Brazílii (ve státě Minas Gerais, ve městě Diamantina) vlastnil dům a truhlářskou dílnu.
Po dokončení studia medicíny na Universidade Federal de Minas Gerais byl v roce 1934 zvolen do státního sněmu v Minas Gerais, později, z důvodu revoluce v Estado Novo (portugalsky Nový stát) v roce 1937, se musel začít živit medicínou. Později, roku 1940, se stal starostou města Belo Horizonte. V roce 1945 byl znovu zvolen do státního sněmu Minas Gerais, za dalších pět let, v roce 1950, se stal guvernérem státu Minas Gerais.

### Prezidentství
V roce 1955 kandidoval na prezidenta Brazílie se sloganem Padesát let pokroku v pěti letech a ve volbách zvítězil. Prezidentskou přísahu složil 31. ledna 1956 ve státu známém jako Republika spojených států Brazilských.
Jedním z výsledků jeho vlády byl projekt nového hlavního města Brasília, které stojí v centru země. Také byla dokončena brazilská hlavní silniční síť.
Ekonomika vykazovala růst, ale za cenu investic v průmyslu financovaných dalšími emisemi peněz. Jeho oponenti parodovali jeho motto jako padesát let inflace v pěti letech. Jako mnoho ostatních latinskoamerických měn bylo i cruzeiro opakovaně devalvováno. Země se nevhodnými investicemi propadala dál do dluhu, ale oproti dalším propadům v diktatuře od roku 1964 to byly stále slabé dluhy.

### Post prezidentské období
Kubitschekovým nástupcem byl v roce 1961 zvolen Jânio Quadros. Když v roce 1964 převzala státní moc armáda, Kubitschekova politická práva byla na deset let suspendována. Odešel do exilu a žil v mnoha městech USA a Evropy.

### Smrt
V roce 1967 se vrátil do Brazílie, kde o 9 let později, v roce 1976, zemřel při dopravní nehodě v Resende ve státě Rio de Janeiro. Na jeho pohřeb dorazilo 350 000 truchlících. Nyní je pohřben v Památníku JK, který byl otevřen v roce 1981.

### Vyšetřování
Národní komise pravdy města São Paulo našla důkazy o tom, že autonehoda byla ve skutečnosti atentátem provedeným vojenskou juntou v rámci Operace Kondor. Mezi nimi bylo i svědectví exprezidentova řidiče, který vyšetřovatelům řekl, že mu byla nabídnuta finanční odměna, když na sebe vezme odpovědnost za autonehodu. V roce 2014 byla zveřejněna zpráva celonárodní Komise pravdy, ze které vyplývá, že Juscelino Kubitschek zemřel v důsledku autonehody a nebyl obětí atentátu. Není jasné, proč si závěry obou komisí protiřečí.

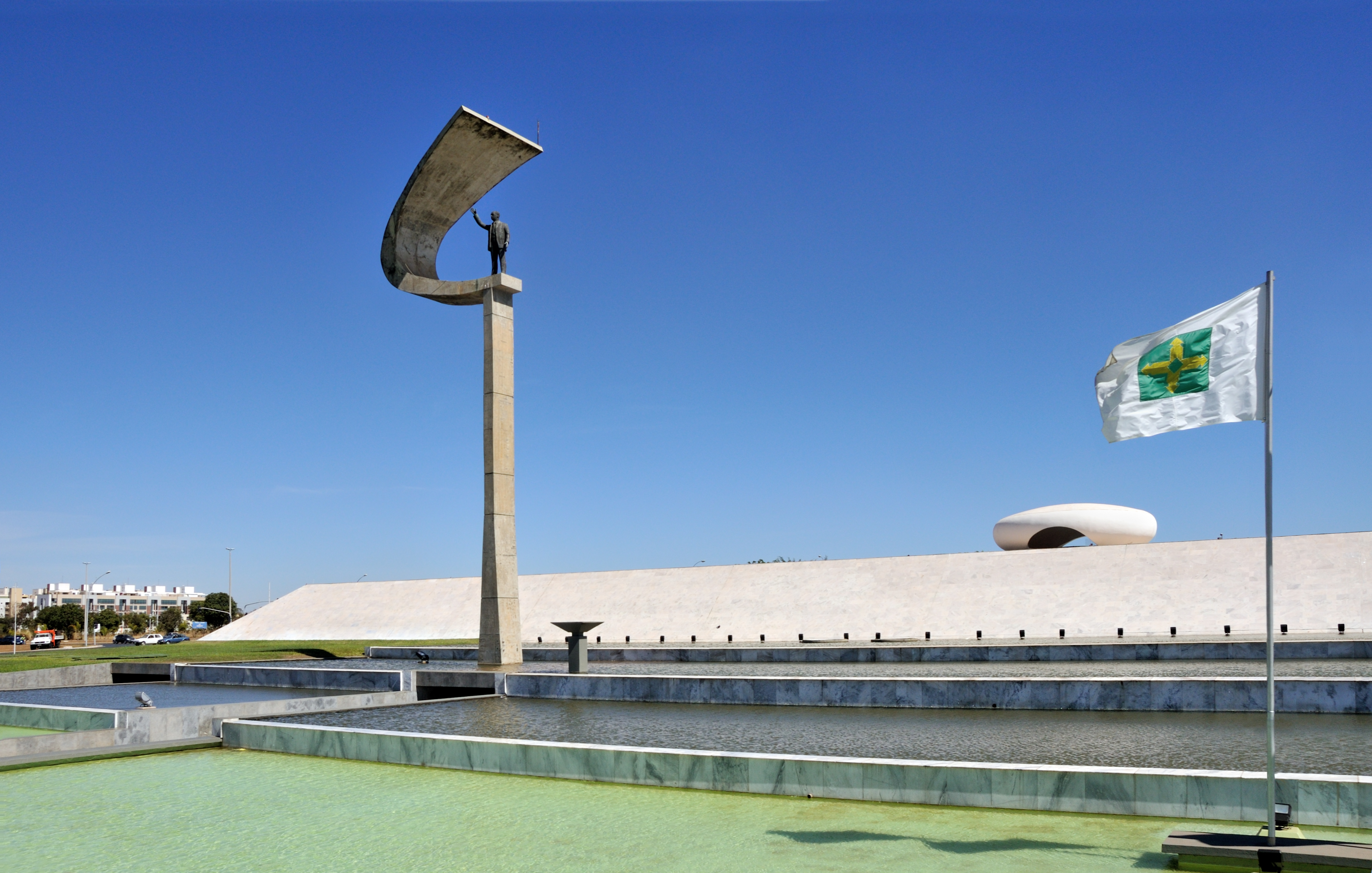
Památník Juscelina Kubitscheka v Brasílii od architekta Oscara Niemeyera

## Rodina
V roce 1980 si jeho dcera Márcia Kubitschek (1942–2000) vzala kubánsko-americkou baletní hvězdu Fernanda Bujonese. Márcia byla v roce 1987 zvolena do Národního kongresu Brazílie a mezi lety 1991 a 1994 se stala guvernérkou Brazilského federálního okresu.
Juscelino Kubitschek v září 1930 navštívil Prahu.

## Vyznamenání a pocty

### Vyznamenání
- velkokříž Řádu zásluh o Italskou republiku – Itálie, 17. prosince 1953[6]
- velkokříž Záslužného řádu Spolkové republiky Německo – Německo, 1955
- rytíř Nassavského domácího řádu zlatého lva – Lucembursko, 1956[7]
- velkokříž s řetězem Řádu zásluh o Italskou republiku – Itálie, 16. ledna 1956[8]
- velkokříž Řádu věže a meče – Portugalsko, 3. února 1956[9]
- velkokříž speciální třídy Záslužného řádu Spolkové republiky Německo – Německo, 10. dubna 1956
- velkokříž Stuhy tří řádů – Portugalsko, 30. července 1957[9]
- velkokříž s řetězem Řádu Isabely Katolické – Španělsko, 1958
- velkokříž Řádu chryzantémy – 12. června 1958
- velkokříž s řetězem Řádu prince Jindřicha – Portugalsko, 20. října 1960[9]
- Řád Tomáše Garrigua Masaryka I. třídy in memoriam – Česko, 1996
- velkokříž Řádu Boyacá – Kolumbie
- řádový řetěz Řádu aztéckého orla – Mexiko
- velkokříž s řetězem Řádu Manuela Amadora Guerrera – Panama
- čestný rytíř velkokříže Řádu britského impéria – Spojené království

### Pocty
V Brasílii bylo otevřeno Mezinárodní letiště prezidenta Juscelina Kubitschka a také luxusní hotel Kubitschek Plaza.

#### TV, rozhlas / audio, video
- Brazílie - Juscelino Kubitschek a Oscar Niemeyer, záznam televizního pořadu Šumné stopy, ČT art (25 min.), 15. 11. 2015
- Juscelino Kubitschek, zvukový záznam rozhlasového pořadu Velké osudy z 10. 2. 2009
- Brazilský prezident s českými kořeny Juscelino Kubitschek, zvukový záznam rozhlasového pořadu Ecce homo Libora Vykoupila z 12. 9. 2012

| Starosta města Belo Horizonte      | Starosta města Belo Horizonte              | Starosta města Belo Horizonte |
| ---------------------------------- | ------------------------------------------ | ----------------------------- |
| Předchůdce: José Oswaldo de Araújo | 1940–1945 Juscelino Kubitschek de Oliveira | Nástupce: João Gusman Júnior  |

| Guvernér státu Minas Gerais      | Guvernér státu Minas Gerais                | Guvernér státu Minas Gerais      |
| -------------------------------- | ------------------------------------------ | -------------------------------- |
| Předchůdce: Milton Soares Campos | 1951–1955 Juscelino Kubitschek de Oliveira | Nástupce: Clóvis Salgado da Gama |